# 9 août aux Jeux olympiques d'été de 2012
Le jeudi 9 août aux Jeux olympiques d'été de 2012 est le seizième jour de compétition.

## Programme
| Heure UTC+1 (Londres)                         |               |
| bleu                                          | Cérémonie     |
| neutre                                        | Épreuve       |
| or                                            | Finale        |
| orange                                        | Petite finale |
| rose                                          | Reporté       |
| gris                                          | Annulé        |
| Compétition masculine                         | Hommes        |
| Compétition féminine                          | Femmes        |
| Compétition mixte (hommes et femmes mélangés) | Mixte         |
| Compétition en couple (1 homme et 1 femme)    | Couple        |
| modifier                                      |               |

| Horaire   | Discipline Spécialité | Discipline Spécialité                                  | Discipline Spécialité                         | Phase                               | Résultats                                                                          | Références |
| --------- | --------------------- | ------------------------------------------------------ | --------------------------------------------- | ----------------------------------- | ---------------------------------------------------------------------------------- | ---------- |
| 8 h 30    |                       | Hockey sur gazon Tournoi masculin                      | Compétition hommes                            | Match de placement 9e et 10e places | Argentine 1 - 3 Nouvelle-Zélande                                                   | [ 1 ]      |
| 9 h 00    |                       | Athlétisme Décathlon                                   | Compétition hommes                            | 110 m haies                         | -                                                                                  | -          |
| 9 h 00    |                       | Taekwondo Poids mouche (- de 57 kg)                    | Compétition femmes                            | Éliminatoires                       | -                                                                                  | -          |
| 9 h 15    |                       | Taekwondo Poids mouche (- de 68 kg)                    | Compétition hommes                            | Éliminatoires                       | -                                                                                  | -          |
| 9 h 30    |                       | Athlétisme Saut en hauteur                             | Compétition femmes                            | Qualification                       | -                                                                                  | -          |
| 9 h 30    |                       | Canoë-kayak en eau calme C2 1000 mètres                | Compétition hommes                            | Finales                             | Allemagne · Biélorussie · Russie                                                   | [ 2 ]      |
| 9 h 48    |                       | Canoë-kayak en eau calme K4 1000 mètres                | Compétition hommes                            | Finales                             | Australie · Hongrie · République tchèque                                           | [ 3 ]      |
| 9 h 55    |                       | Athlétisme Décathlon                                   | Compétition hommes                            | Lancer du disque                    | -                                                                                  | -          |
| 10 h 00   |                       | Plongeon Haut-vol à 10 mètres                          | Compétition femmes                            | Demi-finale                         | -                                                                                  | -          |
| 10 h 08   |                       | Canoë-kayak en eau calme K1 500 mètres                 | Compétition femmes                            | Finales                             | Danuta Kozák (HUN) · Inna Osypenko (UKR) · Bridgette Hartley (RSA)                 | [ 4 ]      |
| 10 h 35   |                       | Canoë-kayak en eau calme K2 500 mètres                 | Compétition femmes                            | Finales                             | Allemagne · Hongrie · Pologne                                                      | [ 5 ]      |
| 11 h 30   |                       | Hockey sur gazon Tournoi masculin                      | Compétition hommes                            | Match de placement 7e et 8e places  | Pakistan 3 - 2 Corée du Sud                                                        | [ 6 ]      |
| 11 h 35   |                       | Athlétisme Relais 4 × 400 m                            | Compétition hommes                            | 1er tour                            | -                                                                                  | -          |
| 12 h 00   |                       | Gymnastique rythmique Concours individuel              | Compétition femmes                            | Qualification Rotation 1            | -                                                                                  | -          |
| 12 h 00   |                       | Natation 10 km                                         | Compétition femmes                            | Finale                              | Éva Risztov (HUN) · Haley Anderson (USA) · Martina Grimaldi (ITA)                  | [ 7 ]      |
| 12 h 00 * |                       | Voile Elliott 6m, Navigation 5e à 8e places            | Compétition femmes                            | Annulé                              | -                                                                                  | [ 8 ]      |
| 12 h 05 * |                       | Voile Elliott 6m, Navigation 5e à 8e places            | Compétition femmes                            | Annulé                              | -                                                                                  | [ 8 ]      |
| 12 h 30   |                       | Équitation Dressage individuel, Grand-Prix - Libre     | Compétition mixte (hommes et femmes ensemble) | Finale                              | Charlotte Dujardin (GBR) · Adelinde Cornelissen (NED) · Laura Bechtolsheimer (GBR) | [ 9 ]      |
| 12 h 55   |                       | Athlétisme Décathlon                                   | Compétition hommes                            | Saut à la perche                    | -                                                                                  | -          |
| 13 h 00   |                       | Football Tournoi féminin                               | Compétition femmes                            | Petite finale                       | Canada 1 - 0 France                                                                | [ 10 ]     |
| 13 h 00 * |                       | Lutte Libre, Moins de 55 kg                            | Compétition femmes                            | Qualification                       | -                                                                                  | -          |
| 13 h 00 * |                       | Lutte Libre, Moins de 72 kg                            | Compétition femmes                            | Qualification                       | -                                                                                  | -          |
| 13 h 00   |                       | Voile 470, Course médailles                            | Compétition hommes                            | Reporté                             |                                                                                    | [ 8 ]      |
| 13 h 18   |                       | Gymnastique rythmique Concours individuel              | Compétition femmes                            | Qualification Rotation 2            | -                                                                                  | -          |
| 13 h 25 * |                       | Lutte Libre, Moins de 55 kg                            | Compétition femmes                            | 8e de finale                        | -                                                                                  | -          |
| 13 h 25 * |                       | Lutte Libre, Moins de 72 kg                            | Compétition femmes                            | 8e de finale                        | -                                                                                  | -          |
| 14 h 25 * |                       | Lutte Libre, Moins de 55 kg                            | Compétition femmes                            | Quarts de finale                    | -                                                                                  | -          |
| 14 h 25 * |                       | Lutte Libre, Moins de 72 kg                            | Compétition femmes                            | Quarts de finale                    | -                                                                                  | -          |
| 14 h 30   |                       | Water-polo Tournoi féminin                             | Compétition femmes                            | Placement 7e et 8e places           | Italie 11 - 7 Grande-Bretagne                                                      | [ 11 ]     |
| 14 h 50   |                       | Gymnastique rythmique Concours par équipes             | Compétition femmes                            | Qualification Rotation 1            | -                                                                                  | -          |
| 15 h 00   |                       | BMX Course                                             | Compétition hommes                            | Quarts de finale                    | -                                                                                  | -          |
| 15 h 00 * |                       | Lutte Libre, Moins de 55 kg                            | Compétition femmes                            | Demi-finales                        | -                                                                                  | -          |
| 15 h 00 * |                       | Lutte Libre, Moins de 72 kg                            | Compétition femmes                            | Demi-finales                        | -                                                                                  | -          |
| 15 h 00   |                       | Natation synchronisée Ballet                           | Compétition femmes                            | Programme technique                 | -                                                                                  | -          |
| 15 h 00   |                       | Taekwondo Poids mouche (- de 57 kg)                    | Compétition femmes                            | Quarts de finale                    | -                                                                                  | -          |
| 15 h 00 * |                       | Voile Elliott 6m, Navigation placement 7e et 8e places | Compétition femmes                            | Annulé                              | -                                                                                  | [ 8 ]      |
| 15 h 00   |                       | Volley-ball Tournoi féminin                            | Compétition femmes                            | Demi-finale                         | Corée du Sud 0 - 3 États-Unis                                                      | [ 12 ]     |
| 15 h 05 * |                       | Voile Elliott 6m, Navigation placement 5e et 6e places | Compétition femmes                            | Annulé                              | -                                                                                  | [ 8 ]      |
| 15 h 15   |                       | Taekwondo Poids mouche (- de 68 kg)                    | Compétition hommes                            | Quarts de finale                    | -                                                                                  | -          |
| 15 h 30   |                       | Hockey sur gazon Tournoi masculin                      | Compétition hommes                            | Demi-finale 1                       | Australie 2 - 4 Allemagne                                                          | [ 13 ]     |
| 15 h 50   |                       | Water-polo Tournoi féminin                             | Compétition femmes                            | Placement 5e et 6e places           | Chine (AP) 16 - 15 Russie                                                          | [ 14 ]     |
| 16 h 30   |                       | Boxe Poids mouches (-51 kg)                            | Compétition femmes                            | Finale                              | Ren Cancan (CHN) 7 - 16 Nicola Adams (GBR)                                         | [ 15 ]     |
| 16 h 45   |                       | Boxe Poids légers (-60 kg)                             | Compétition femmes                            | Finale                              | Katie Taylor (IRL) 10 - 8 Sofya Ochigava (RUS)                                     | [ 16 ]     |
| 17 h 00   |                       | Basket-ball Tournoi féminin                            | Compétition femmes                            | Demi-finale                         | Australie 73 - 86 États-Unis                                                       | [ 17 ]     |
| 17 h 00   |                       | Handball Tournoi féminin                               | Compétition femmes                            | Demi-finale                         | Norvège 31 - 25 Corée du Sud                                                       | [ 18 ]     |
| 17 h 00   |                       | Taekwondo Poids mouche (- de 57 kg)                    | Compétition femmes                            | Demi-finales                        | -                                                                                  | -          |
| 17 h 15   |                       | Boxe Poids mi-lourds (-75 kg)                          | Compétition femmes                            | Finale                              | Claressa Shields (USA) 19 - 12 Nadezda Torlopova (RUS)                             | [ 19 ]     |
| 17 h 15   |                       | Taekwondo Poids mouche (- de 68 kg)                    | Compétition hommes                            | Demi-finales                        | -                                                                                  | -          |
| 18 h 30   |                       | Athlétisme Décathlon                                   | Compétition hommes                            | Lancer du javelot                   | -                                                                                  | -          |
| 18 h 40   |                       | Water-polo Tournoi féminin                             | Compétition femmes                            | Petite finale                       | Australie (AP) 13 - 11 Hongrie                                                     | [ 20 ]     |
| 18 h 45   |                       | Lutte Libre, Moins de 55 kg                            | Compétition femmes                            | Petite finale 1                     | Tetyana Lazareva (UKR) 1 - 3PP Jackeline Rentería (COL)                            | [ 21 ]     |
| 18 h 54   |                       | Lutte Libre, Moins de 55 kg                            | Compétition femmes                            | Petite finale 2                     | Yuliya Ratkevich (AZE) 3PP - 1 Valeria Zholobova (RUS)                             | [ 22 ]     |
| 19 h 00   |                       | Beach-volley Tournoi masculin                          | Compétition hommes                            | Petite finale                       | Lettonie 2 - 1 Pays-Bas                                                            | [ 23 ]     |
| 19 h 00   |                       | Plongeon Haut-vol à 10 mètres                          | Compétition femmes                            | Finale                              | Chen Ruolin (CHN) · Brittany Broben (AUS) · Pandelela Rinong (MAS)                 | [ 24 ]     |
| 19 h 03   |                       | Lutte Libre, Moins de 55 kg                            | Compétition femmes                            | Finale                              | Tonya Verbeek (CAN) 0 - 3PO Saori Yoshida (JPN)                                    | [ 25 ]     |
| 19 h 20   |                       | Athlétisme Triple saut                                 | Compétition hommes                            | Finale                              | Christian Taylor (USA) · Will Claye (USA) · Fabrizio Donato (ITA)                  | [ 26 ]     |
| 19 h 30   |                       | Athlétisme 800 m                                       | Compétition femmes                            | Demi-finales                        | -                                                                                  | -          |
| 19 h 30   |                       | Lutte Libre, Moins de 72 kg                            | Compétition femmes                            | Petite finale 1                     | Guzel Manyurova (KAZ) 3PP - 1 Wang Jiao (CHN)                                      | [ 27 ]     |
| 19 h 30   |                       | Volley-ball Tournoi féminin                            | Compétition femmes                            | Demi-finale                         | Brésil 3 - 0 Japon                                                                 | [ 28 ]     |
| 19 h 39   |                       | Lutte Libre, Moins de 72 kg                            | Compétition femmes                            | Petite finale 2                     | Vasilisa Marzaliuk (BLR) 0 - 3PO Maider Unda (ESP)                                 | [ 29 ]     |
| 19 h 45   |                       | Football Tournoi féminin                               | Compétition femmes                            | Finale                              | États-Unis 2 - 1 Japon                                                             | [ 30 ]     |
| 19 h 48   |                       | Lutte Libre, Moins de 72 kg                            | Compétition femmes                            | Finale                              | Natalia Vorobieva (RUS) 5VT - 0 Stanka Zlateva (BUL)                               | [ 31 ]     |
| 20 h 00   |                       | Athlétisme 800 m                                       | Compétition hommes                            | Finale                              | David Rudisha (KEN) · Nijel Amos (BOT) · Timothy Kitum (KEN)                       | [ 32 ]     |
| 20 h 00   |                       | Hockey sur gazon Tournoi masculin                      | Compétition hommes                            | Demi-finale 2                       | Pays-Bas 9 - 2 Grande-Bretagne                                                     | [ 33 ]     |
| 20 h 20   |                       | Athlétisme Relais 4 × 100 m                            | Compétition femmes                            | 1er tour                            | -                                                                                  | -          |
| 20 h 25   |                       | Water-polo Tournoi féminin                             | Compétition femmes                            | Finale                              | États-Unis 8 - 5 Espagne                                                           | [ 34 ]     |
| 20 h 30   |                       | Handball Tournoi féminin                               | Compétition femmes                            | Demi-finale                         | Espagne 26 - 27 Monténégro                                                         | [ 35 ]     |
| 20 h 55   |                       | Athlétisme 200 m                                       | Compétition hommes                            | Finale                              | Usain Bolt (JAM) · Yohan Blake (JAM) · Warren Weir (JAM)                           | [ 36 ]     |
| 21 h 00   |                       | Athlétisme Lancer du javelot                           | Compétition femmes                            | Finale                              | Barbora Špotáková (CZE) · Christina Obergföll (GER) · Linda Stahl (GER)            | [ 37 ]     |
| 21 h 00   |                       | Basket-ball Tournoi féminin                            | Compétition femmes                            | Demi-finale                         | Russie 64 - 81 France                                                              | [ 38 ]     |
| 21 h 00   |                       | Beach-volley Tournoi masculin                          | Compétition hommes                            | Finale                              | Brésil 1 - 2 Allemagne                                                             | [ 39 ]     |
| 21 h 00   |                       | Taekwondo Poids mouche (- de 57 kg)                    | Compétition femmes                            | Petite finale 1                     | Marlène Harnois (FRA) 12 - 8 PTF Mayu Hamada (JPN)                                 | [ 40 ]     |
| 21 h 15   |                       | Taekwondo Poids mouche (- de 68 kg)                    | Compétition hommes                            | Petite finale 1                     | Diogo Silva (es) (BRA) 5 - 8 PTF Terrence Jennings (USA)                           | [ 41 ]     |
| 21 h 20   |                       | Athlétisme Décathlon                                   | Compétition hommes                            | Finale                              | Ashton Eaton (USA) · Trey Hardee (USA) · Leonel Suárez (CUB)                       | [ 42 ]     |
| 21 h 30   |                       | Taekwondo Poids mouche (- de 57 kg)                    | Compétition femmes                            | Petite finale 2                     | Suvi Mikkonen (FIN) 2 - 14 PTG Tseng Li-Cheng (TPE)                                | [ 43 ]     |
| 21 h 45   |                       | Taekwondo Poids mouche (- de 68 kg)                    | Compétition hommes                            | Petite finale 2                     | Rohullah Nikpai (AFG) 5 - 3 PTF Martin Stamper (GBR)                               | [ 44 ]     |
| 22 h 15   |                       | Taekwondo Poids mouche (- de 57 kg)                    | Compétition femmes                            | Finale                              | Jade Jones (GBR) 6 - 4 PTF Hou Yuzhuo (CHN)                                        | [ 45 ]     |
| 22 h 30   |                       | Taekwondo Poids mouche (- de 68 kg)                    | Compétition hommes                            | Finale                              | Servet Tazegül (TUR) 6 - 5 PTF Mohammad Bagheri Motamed (IRI)                      | [ 46 ]     |

* Date du début estimée

## Tableaux des médailles
- Pays organisateur (Royaume-Uni)

| Rang  | Nation             | Or | Argent | Bronze | Total |
| ----- | ------------------ | -- | ------ | ------ | ----- |
| 1     | États-Unis         | 5  | 3      | 1      | 9     |
| 2     | Allemagne          | 3  | 1      | 1      | 5     |
| 3     | Grande-Bretagne    | 3  | 0      | 1      | 4     |
| 4     | Hongrie            | 2  | 2      | 0      | 4     |
| 5     | Russie             | 1  | 2      | 1      | 4     |
| 6     | Chine              | 1  | 2      | 0      | 3     |
| 7     | Australie          | 1  | 1      | 1      | 3     |
| 7     | Jamaïque           | 1  | 1      | 1      | 3     |
| 9     | Japon              | 1  | 1      | 0      | 2     |
| 10    | République tchèque | 1  | 0      | 1      | 2     |
| 10    | Kenya              | 1  | 0      | 1      | 2     |
| 12    | Irlande            | 1  | 0      | 0      | 1     |
| 12    | Turquie            | 1  | 0      | 0      | 1     |
| 14    | Canada             | 0  | 1      | 1      | 2     |
| 14    | Espagne            | 0  | 1      | 1      | 2     |
| 16    | Biélorussie        | 0  | 1      | 0      | 1     |
| 16    | Botswana           | 0  | 1      | 0      | 1     |
| 16    | Brésil             | 0  | 1      | 0      | 1     |
| 16    | Bulgarie           | 0  | 1      | 0      | 1     |
| 16    | Iran               | 0  | 1      | 0      | 1     |
| 16    | Pays-Bas           | 0  | 1      | 0      | 1     |
| 16    | Ukraine            | 0  | 1      | 0      | 1     |
| 23    | Italie             | 0  | 0      | 2      | 2     |
| 24    | Afghanistan        | 0  | 0      | 1      | 1     |
| 24    | Azerbaïdjan        | 0  | 0      | 1      | 1     |
| 24    | Colombie           | 0  | 0      | 1      | 1     |
| 24    | Cuba               | 0  | 0      | 1      | 1     |
| 24    | France             | 0  | 0      | 1      | 1     |
| 24    | Kazakhstan         | 0  | 0      | 1      | 1     |
| 24    | Lettonie           | 0  | 0      | 1      | 1     |
| 24    | Malaisie           | 0  | 0      | 1      | 1     |
| 24    | Pologne            | 0  | 0      | 1      | 1     |
| 24    | Afrique du Sud     | 0  | 0      | 1      | 1     |
| 24    | Taipei chinois     | 0  | 0      | 1      | 1     |
| Total | Total              | 22 | 22     | 23     | 67    |

| Rang  | Nation                 | Or  | Argent | Bronze | Total |
| ----- | ---------------------- | --- | ------ | ------ | ----- |
| 1     | États-Unis             | 39  | 25     | 26     | 90    |
| 2     | Chine                  | 37  | 24     | 19     | 80    |
| 3     | Grande-Bretagne        | 25  | 13     | 14     | 52    |
| 4     | Russie                 | 12  | 21     | 23     | 56    |
| 5     | Corée du Sud           | 12  | 7      | 6      | 25    |
| 6     | Allemagne              | 10  | 16     | 11     | 37    |
| 7     | France                 | 8   | 9      | 12     | 29    |
| 8     | Hongrie                | 8   | 4      | 3      | 15    |
| 9     | Italie                 | 7   | 6      | 6      | 19    |
| 10    | Australie              | 6   | 13     | 10     | 29    |
| 11    | Kazakhstan             | 6   | 0      | 3      | 9     |
| 12    | Japon                  | 5   | 14     | 14     | 33    |
| 13    | Pays-Bas               | 5   | 5      | 6      | 16    |
| 14    | Iran                   | 4   | 4      | 1      | 9     |
| 15    | Corée du Nord          | 4   | 0      | 1      | 5     |
| 16    | Biélorussie            | 3   | 3      | 4      | 10    |
| 17    | Jamaïque               | 3   | 3      | 3      | 9     |
| 18    | Cuba                   | 3   | 3      | 2      | 8     |
| 19    | Nouvelle-Zélande       | 3   | 2      | 5      | 10    |
| 20    | Ukraine                | 3   | 1      | 6      | 10    |
| 21    | Afrique du Sud         | 3   | 1      | 1      | 5     |
| 22    | Espagne                | 2   | 7      | 2      | 11    |
| 23    | Roumanie               | 2   | 5      | 2      | 9     |
| 24    | Danemark               | 2   | 4      | 3      | 9     |
| 25    | République tchèque     | 2   | 3      | 3      | 8     |
| 26    | Kenya                  | 2   | 2      | 3      | 7     |
| 27    | Brésil                 | 2   | 2      | 7      | 11    |
| 28    | Pologne                | 2   | 1      | 6      | 9     |
| 29    | Croatie                | 2   | 1      | 1      | 4     |
| 30    | Suisse                 | 2   | 1      | 0      | 3     |
| 31    | Éthiopie               | 2   | 0      | 2      | 4     |
| 32    | Canada                 | 1   | 5      | 10     | 16    |
| 33    | Suède                  | 1   | 3      | 3      | 7     |
| 34    | Slovénie               | 1   | 1      | 2      | 4     |
| 35    | Géorgie                | 1   | 1      | 1      | 3     |
| 35    | Norvège                | 1   | 1      | 1      | 3     |
| 37    | République dominicaine | 1   | 1      | 0      | 2     |
| 38    | Irlande                | 1   | 0      | 1      | 2     |
| 38    | Lituanie               | 1   | 0      | 1      | 2     |
| 38    | Turquie                | 1   | 0      | 1      | 2     |
| 41    | Algérie                | 1   | 0      | 0      | 1     |
| 41    | Grenade                | 1   | 0      | 0      | 1     |
| 41    | Venezuela              | 1   | 0      | 0      | 1     |
| 44    | Colombie               | 0   | 3      | 3      | 6     |
| 45    | Mexique                | 0   | 3      | 2      | 5     |
| 46    | Azerbaïdjan            | 0   | 2      | 3      | 5     |
| 47    | Égypte                 | 0   | 2      | 0      | 2     |
| 48    | Inde                   | 0   | 1      | 3      | 4     |
| 48    | Slovaquie              | 0   | 1      | 3      | 4     |
| 50    | Arménie                | 0   | 1      | 2      | 3     |
| 50    | Belgique               | 0   | 1      | 2      | 3     |
| 50    | Mongolie               | 0   | 1      | 2      | 3     |
| 53    | Estonie                | 0   | 1      | 1      | 2     |
| 53    | Indonésie              | 0   | 1      | 1      | 2     |
| 53    | Malaisie               | 0   | 1      | 1      | 2     |
| 53    | Serbie                 | 0   | 1      | 1      | 2     |
| 53    | Thaïlande              | 0   | 1      | 1      | 2     |
| 53    | Taipei chinois         | 0   | 1      | 1      | 2     |
| 53    | Tunisie                | 0   | 1      | 1      | 2     |
| 60    | Botswana               | 0   | 1      | 0      | 1     |
| 60    | Bulgarie               | 0   | 1      | 0      | 1     |
| 60    | Chypre                 | 0   | 1      | 0      | 1     |
| 60    | Finlande               | 0   | 1      | 0      | 1     |
| 60    | Guatemala              | 0   | 1      | 0      | 1     |
| 60    | Portugal               | 0   | 1      | 0      | 1     |
| 66    | Grèce                  | 0   | 0      | 2      | 2     |
| 66    | Moldavie               | 0   | 0      | 2      | 2     |
| 66    | Qatar                  | 0   | 0      | 2      | 2     |
| 66    | Singapour              | 0   | 0      | 2      | 2     |
| 70    | Afghanistan            | 0   | 0      | 1      | 1     |
| 70    | Argentine              | 0   | 0      | 1      | 1     |
| 70    | Hong Kong              | 0   | 0      | 1      | 1     |
| 70    | Arabie saoudite        | 0   | 0      | 1      | 1     |
| 70    | Koweït                 | 0   | 0      | 1      | 1     |
| 70    | Lettonie               | 0   | 0      | 1      | 1     |
| 70    | Maroc                  | 0   | 0      | 1      | 1     |
| 70    | Porto Rico             | 0   | 0      | 1      | 1     |
| 70    | Tadjikistan            | 0   | 0      | 1      | 1     |
| 70    | Trinité-et-Tobago      | 0   | 0      | 1      | 1     |
| 70    | Ouzbékistan            | 0   | 0      | 1      | 1     |
| Total | Total                  | 238 | 240    | 271    | 749   |